# El Crucero (León)
El Crucero es un barrio de la ciudad de León. Está situado entre el barrio de Pinilla y el barrio de La Vega, en la zona sector León Oeste, donde el río Bernesga separa a estos barrios del resto de la ciudad. El barrio recibe su nombre por la “Cruz de Término” o crucero del Camino de Santiago situado al otro lado del puente de San Marcos. En medio del barrio está situada la carretera que comunica León con la Montaña Occidental Leonesa y el Camino de Santiago, que da salida de la ciudad hacia Astorga a los peregrinos.

## Urbanismo
El Crucero, al igual que el Barrio de La Vega y Paraíso Cantinas, creció alrededor del ferrocarril, el cual llegó a la ciudad el 23 de agosto de 1863, ya que ambos barrios están próximos a la estación de tren y en la calle Doña Urraca aún existen las antiguas casas de RENFE en las que vivían los ferroviarios, de hecho en medio del barrio existía un paso a nivel que aislaba al barrio del resto de León. Durante muchos años hubo diversas propuestas para soterrar el ferrocarril y trasladar la estación de tren a otra parte de la ciudad, que se tradujeron en la década de 2010 en la construcción de una nueva estación, el inicio del soterramiento de las vías, el desvío del tráfico de mercancías y la supresión del paso a nivel. Además, se abrió una nueva avenida, prolongación de Ordoño II, para mejorar las conexiones de la avenida Doctor Fleming y la calle Astorga.
El barrio está partido en dos municipios, el de León y el de San Andrés del Rabanedo. Sus avenidas más importantes son la del Doctor Fleming, la avenida de La Magdalena y la avenida de Quevedo y su edificio más famoso posiblemente sea la Torre del Crucero, edificio de quince plantas que está en la intersección de estas avenidas.
En 2006 para intentar solucionar los graves problemas de circulación se construyó una glorieta en la intersección de las tres Avenidas. Al lado de la rotonda se instaló un pináculo réplica de los que existen en la catedral de León, en honor al Camino de Santiago, cuyo trayecto atraviesa gran parte de la ciudad y junto al centro cívico de El Crucero se instaló un pequeño monumento a los ferroviarios.

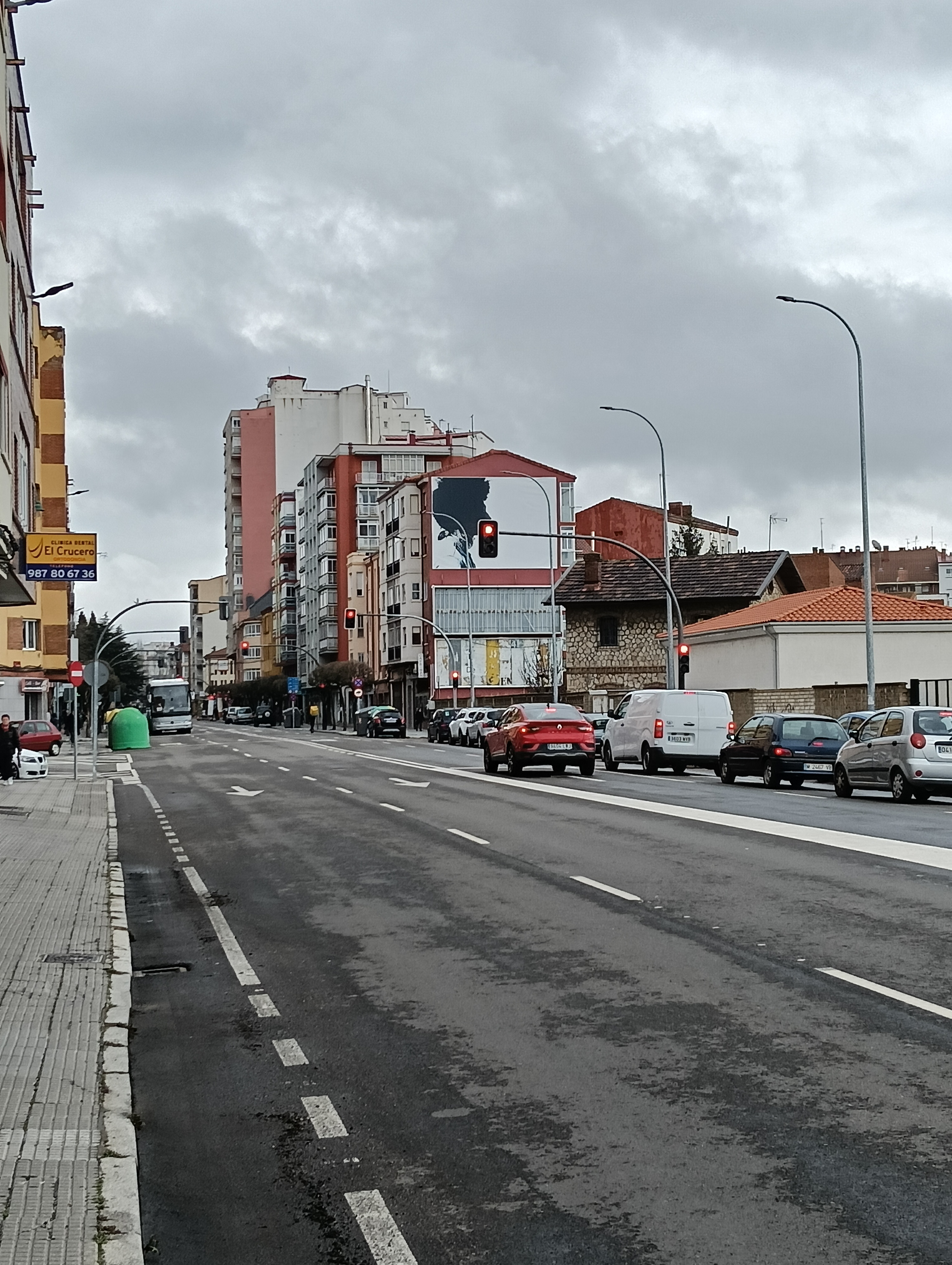
Vista del barrio desde la Avenida de Quevedo

## El Parque de Quevedo
El Crucero posee uno de los parques más importantes de la ciudad de León, el Parque de Quevedo, en el que se puede disfrutar de una importante variedad de vegetación en muchos casos centenaria y animales como patos y pavos reales. El parque se creó siendo alcalde de León Juan Morano Masa en las antiguas instalaciones del MOPU. El parque tiene el nombre del escritor madrileño debido a que sufrió prisión en la antigua cárcel de San Marcos y en la actualidad es un parador de turismo que está apenas a 100 metros del parque cruzando el puente de San Marcos sobre el Bernesga.

## Inmigración
Desde hace años en el barrio se han ido instalando muchos emigrantes de zonas diversas, inicialmente en el pasado tanto gitanos, cubanos, y actualmente como del Magreb, África subsahariana, China o Iberoamérica, haciendo de El Crucero el barrio mestizo por excelencia de León. Muestra visible de este crisol de nacionalidades y culturas son los diferentes establecimientos de comercio dirigidos por estos ciudadanos, como locutorios, carnicerías islámicas, Kebab's, tiendas de propiedad china, etc.

## Personalidades del barrio
Son originarios de este barrio leoneses de la talla del poeta Antonio Gamoneda, el dibujante Lolo, el coronel Pedro Baños Bajo o el exministro José Antonio Alonso.